# Без паніки, майор Кардош!
«Без паніки, майор Кардош!» — угорсько-радянський художній фільм, поставлений на кіностудії «Будапешт» в 1982 році режисером Шандором Сйоньї. Прем'єра фільму в Угорщині відбулася 19 серпня 1982 року.

## Сюжет
У районі озера Балатон зазнає аварії літак з Німеччини. Майор угорської міліції Кардош по телефону дізнається від дочки загиблого льотчика, що у неї зберігається лист, де її батько розповідає про вивезені під час Другої світової війни з Будапешта музейні цінності. До листа додається детальна карта. Розслідування ускладнюється цілою низкою загадкових вбивств. Хто ж швидше добереться до скарбів — супермен Етвош на прізвисько Крапелька — лейтенант міліції, який робить за Кардоша всю чоловічу роботу, або злочинці?..

## У ролях
- Іштван Буйтор — Тібор Етвош на прізвисько Крапелька
- Андраш Керн — майор Кардош
- Ласло Банхіді — торговець Матушка
- Дьюла Бодрогі — лейтенант Борош
- Йожеф Секхеї — Пьотьї
- Габор Конц — ватажок банди
- Сільвія Шурановскі — Ібі Ковач
- Петра Хайнц — Сибілла Гудрат

## Знімальна група
- Сценаристи — Іштван Буйтор, Балаж Факан
- Режисер — Шандор Сйоньї
- Оператор — Дьюла Борний
- Художник — Аттіла Чікош
- Композитор — Карой Френрейс